# ハンドレページ ダートヘラルド

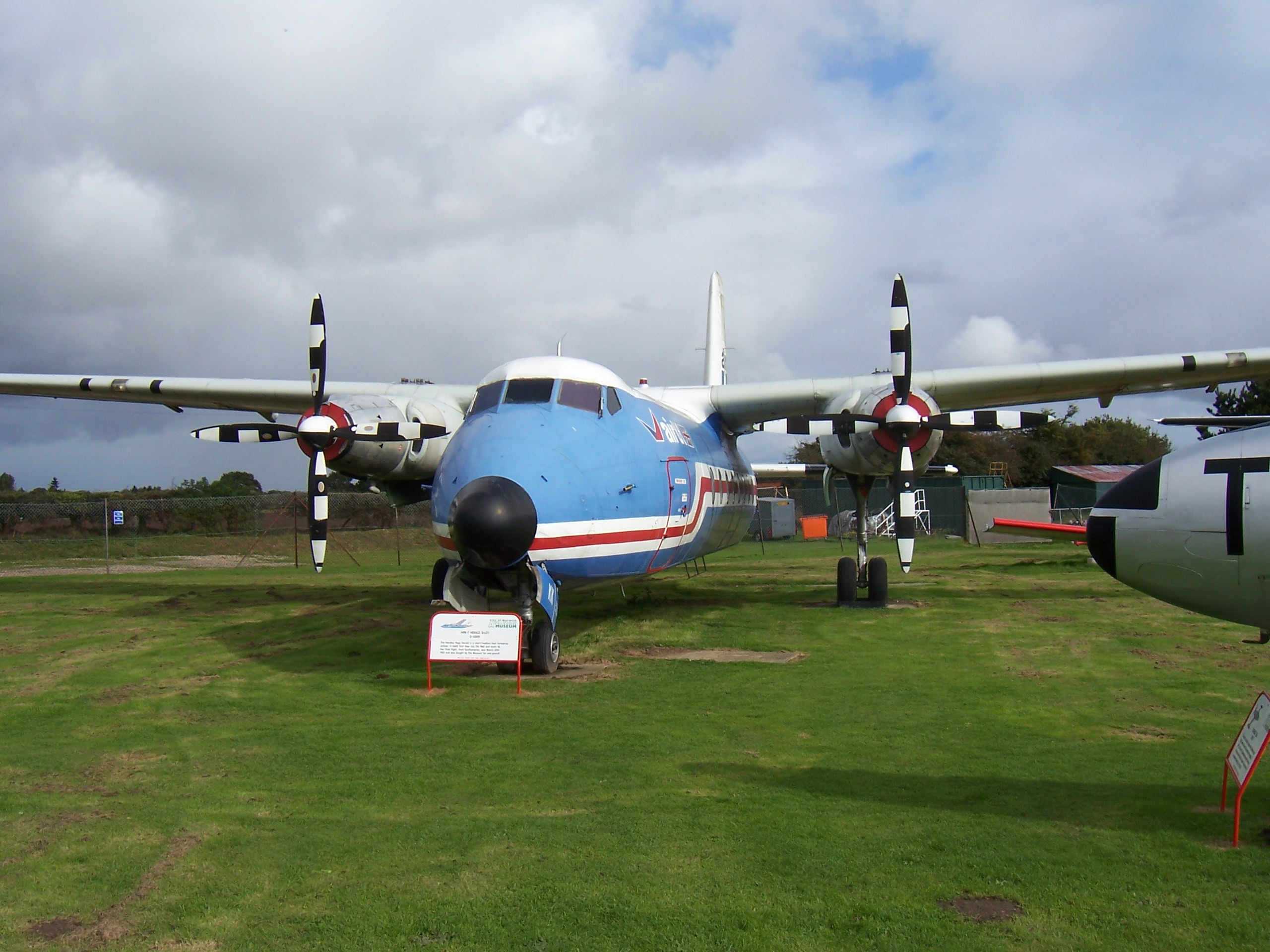
ノリッチ航空博物館で展示保存されているダートヘラルドG-ASKK

ハンドレページ ダートヘラルド（Handley Page Dart Herald）は、1950年代後半にイギリスのハンドレページ社が開発した双発ターボプロップ旅客機。
第二次世界大戦後に大量に導入されたダグラス DC-3やDC-4といった旅客機の後継機種として開発され、当初はレシプロエンジン機として計画されたが、時流にあわせてターボプロップ機に変更された特異な経歴を持つ機種でもある。

## 概略

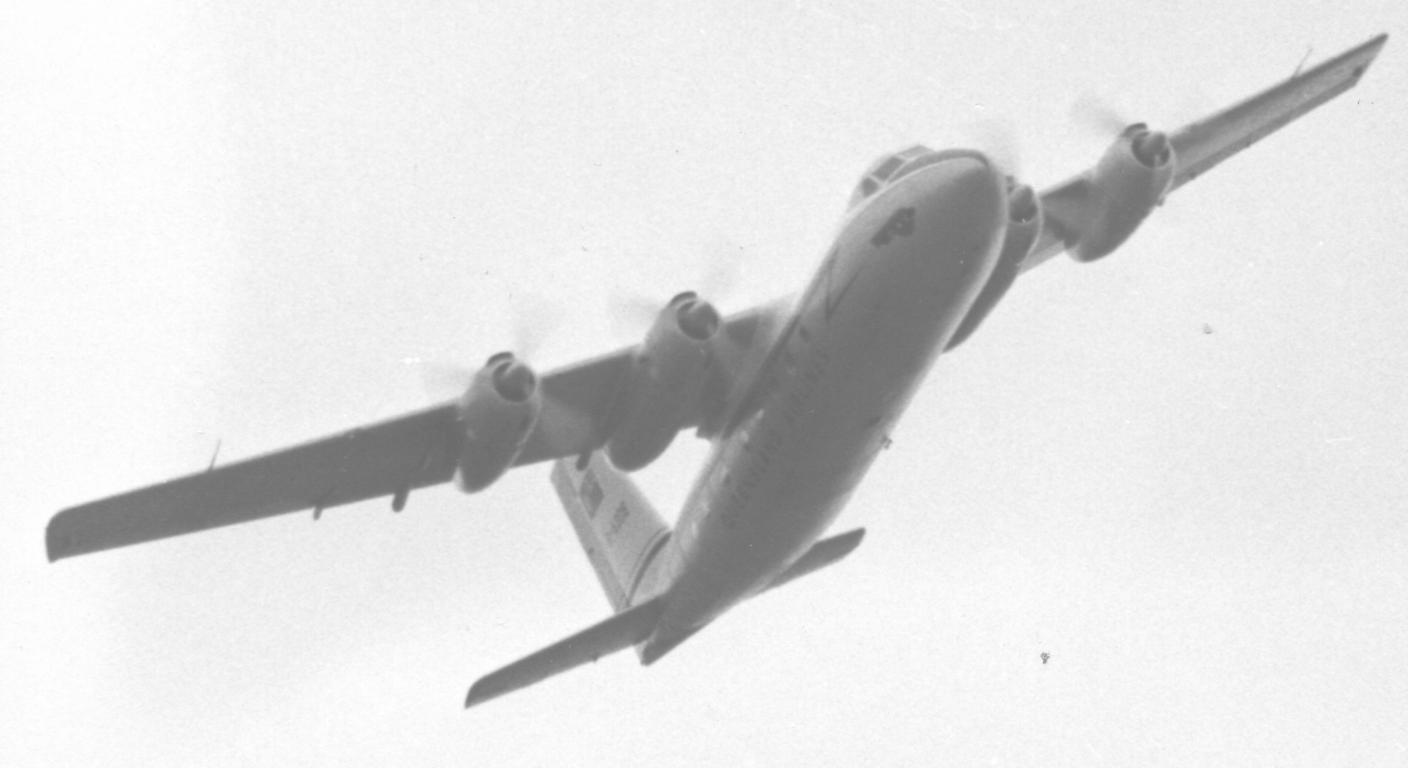
1955年当時レシプロ4発機だったヘラルドの初飛行

1950年代には、第二次世界大戦後に世界中で運用されていたDC-3の後継となる短距離用旅客機を開発する計画が世界各地の航空機メーカーで進められていた。
イギリスのハンドレページも、Alvis Leonides Majorレシプロエンジン（870馬力）4発で与圧胴体を持ち、乗客44名を搭乗することができる原型機 “H.P.R.3 Herald” 通称ハンドレページ・ヘラルド（機体記号:G-AODE）を1955年8月25日に初飛行させた。しかし、この機体は既に時代遅れであり、オーストラリアナショナル航空などからの29機の受注がキャンセルされてしまった。
そのため、ハンドレページはレシプロエンジン搭載型の開発計画を破棄し、ターボプロップエンジンであるロールス・ロイス ダート搭載型として再設計した。胴体を50.8 cm延長され、1958年に初飛行したこの機体は、改めてH.P.R.7 Dart Herald、通称ハンドレページ・ダートヘラルドの名を与えられ、1959年から生産が開始された。
しかし、ダートヘラルドのようにロールスロイス・ダートを搭載した競合機は、イギリスのアブロ 748、オランダのフォッカー F27、そして日本のYS-11など複数あり、それらに比べやや高価だったダートヘラルドは、商業的に苦戦した。そのため多くの派生型が作られたが、後期になると受注がキャンセルされることもあり、1968年8月に通算50機目かつ最後の機体がイスラエルの航空会社に引き渡された。その翌年にハンドレページは倒産した。皮肉なことに機体そのものの評価は高く、ダートヘラルドが現役から引退したのは2000年のことであり、比較的長寿の機体が多かった。

## 派生型
- ヘラルド　レシプロ4発の機体。原型機のみ、客席数44
- 100型　最初期生産型、客席数47
- 200型　機体を1.09 m延長したタイプ。機体左後部に観音開きの貨物用ドアを持つ。客席数56。
- 300型　米国の耐空証明要件に合わせて設計変更。計画のみ。
- 400型　貨物用ドアを持つ200型のマレーシア空軍向け軍用輸送機。床が強化され、兵員50名、または担架24台とメディカルアテンダントを搭載可能。
- 600型　エンジンをより高出力なダート532に変更、胴体を1.5 m延長して客席数を64 - 68へと増加させた。
- 700型　600型をベースとした長距離型で、客席数は60。VASP航空から10機の注文を受けていたが、同社の運航停止（後に倒産）により計画が破棄されたため、未完成の機体は廃棄された。

## 機体性能（200型）
- 乗員　2名
- 乗客　56名
- 全幅: 28.90 m
- 全長: 23.10 m
- 全高: 7.30 m
- 翼面積: 82.30 m2
- 機体重量: 11684 kg
- 最大離陸重量: 19504 kg
- 最大速度: 495 km/h
- 巡航速度: 445 km/h
- 航続距離: 1750 km
- エンジン: ロールス・ロイス ダート Mk.527 2,105馬力